# Арсенал (футбольный клуб, Саранди)
«Арсена́л» (полное название — исп. Arsenal Fútbol Club, либо исп. Arsenal de Sarandí) — аргентинский футбольный клуб из пригорода Авельянеды Саранди.

## История
Клуб был основан 11 января 1957 года. При образовании команды были использованы символы, по крайней мере, четырёх великих клубов мирового футбола. Два из них — это титаны аргентинского футбола из Авельянеды — «Индепендьенте» и «Расинг». Их клубные цвета — соответственно красный и небесно-голубой — стали использоваться в качестве основных цветов нового клуба из Саранди. Красная диагональная полоса на футболках была взята у самого титулованного и богатейшего клуба из столицы Аргентины — у «Ривер Плейта». Наконец, само название клуба восходит к одному из ведущих клубов Англии — лондонскому «Арсеналу».
Основателями «Арсенала» стали двое братьев — Эктор и Хулио Умберто Грондона. Последний через некоторое время стал сначала президентом «Индепендьенте», а затем, в 1979 году, и всей Ассоциации футбола Аргентины. Он переизбирался девять раз и умер на своём посту в 2014 году. Также Грондона долгое время был вице-президентом ФИФА. После Хулио Умберто Грондоны пост президента «Арсенала» занимал его брат Эктор Грондона, а затем сын Эктора — Хулио Рикардо Грондона.
Воспитанником «Арсенала» является Хорхе Бурручага, чемпион мира в составе сборной Аргентины; в 2002—2005 годах Бурручага возглавлял команду в качестве главного тренера.
В аргентинскую Примеру клуб сумел выйти только в начале XXI века — в 2002 году. В 2004 году «Арсенал» принял участие во втором по значимости клубном турнире Южной Америки — Южноамериканском кубке, где дошёл до четвертьфинала и уступил будущему финалисту — боливийскому «Боли́вару».
В декабре 2007 года «Арсенал» выиграл Южноамериканский кубок, обыграв в финале по сумме двух матчей мексиканскую «Америку».
В Клаусуре 2007 года «Арсенал» занял пятое место, что позволило в общей таблице чемпионата Аргентины занять место в зоне Кубка Либертадорес. Дебют команды в самом престижном клубном турнире состоялся в 2008 году.
В 2012 году «Арсенал» впервые в своей истории стал чемпионом Аргентины, выиграв Клаусуру. В сезоне 2012/13 команда стала обладателем Кубка Аргентины.
После смерти Хулио Умберто Грондоны результаты команды из Саранди резко снизились. «Арсенал» на протяжении нескольких чемпионатов подряд финишировал в нижней части турнирной таблицы. В результате, по окончании сезона 2017/18 «Арсенал» занял предпоследнее (27-е) место в таблице вылета, где учитываются результаты четырёх чемпионатов, и вылетел в Примеру B Насьональ, проведя в элите чемпионата Аргентины 17 сезонов подряд. Из-за больших долгов по зарплате игроки «Арсенала» заявляли о готовности бойкотировать последние матчи своей команды в чемпионате.

## Достижения
- Чемпион Аргентины (1): 2012 (Клаусура)
- Победитель Примеры B Насьональ (1): 2018/19
- Обладатель Кубка Аргентины (1): 2012/13
- Победитель Южноамериканского кубка (1): 2007
- Обладатель Кубка банка Суруга (1): 2008

## Форма

### Домашняя
| 2017/18 | 2018/19 | 2019/20 | 2020/21 | 2021 | 2022 | 2023 |

### Гостевая
| 2017/18 | 2018/19 | 2019/20 | 2020/21 | 2021 | 2022 | 2023 |

### Резервная
| 2017/18 | 2019/20 | 2020/21 | 2021 | 2022 | 2023 |

Источники:,